# Cimetière municipal de Saint-Ouen
Ne doit pas être confondu avec Cimetière parisien de Saint-Ouen.
Le cimetière municipal de Saint-Ouen est un cimetière situé boulevard Jean-Jaurès à Saint-Ouen-sur-Seine en Seine-Saint-Denis.
Situé près de la mairie de Saint-Ouen, il ne doit surtout pas être confondu avec le grand cimetière parisien de Saint-Ouen, divisé en deux parties, qui se trouve au sud de la commune.

## Accès et situation

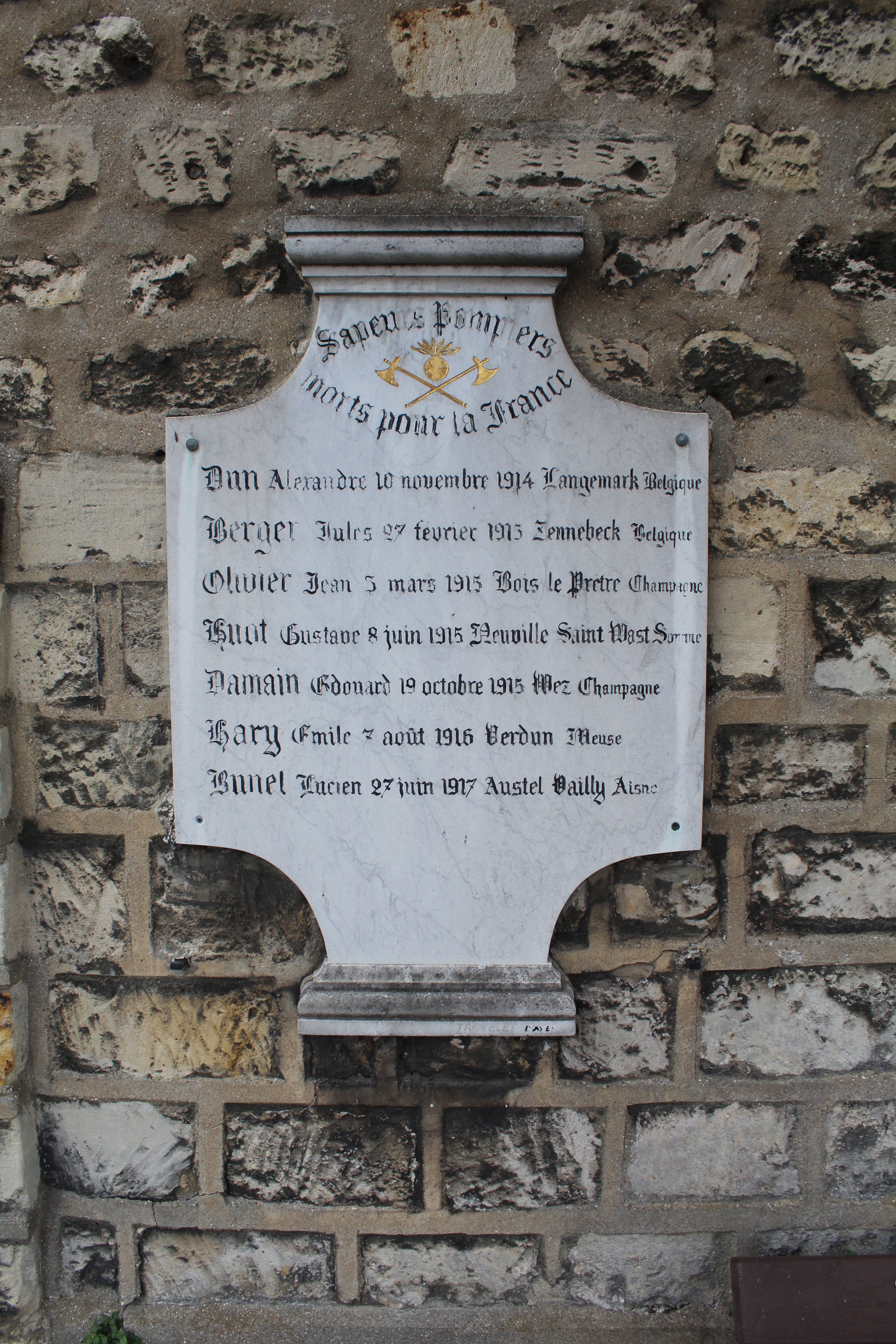
Sapeurs-Pompiers morts pour la France, 1914-1918.

Il est bordé par la rue Émile-Cordon au Sud et la rue du Landy au Nord.
Plusieurs maires de Saint-Ouen sont inhumés dans le cimetière communal parmi lesquels Fernand Lefort, Louis-Auguste Dieumegard, Eugène Palouzie, Alexandre Bachelet, Jean Pernin et Émile Cordon.

## Historique

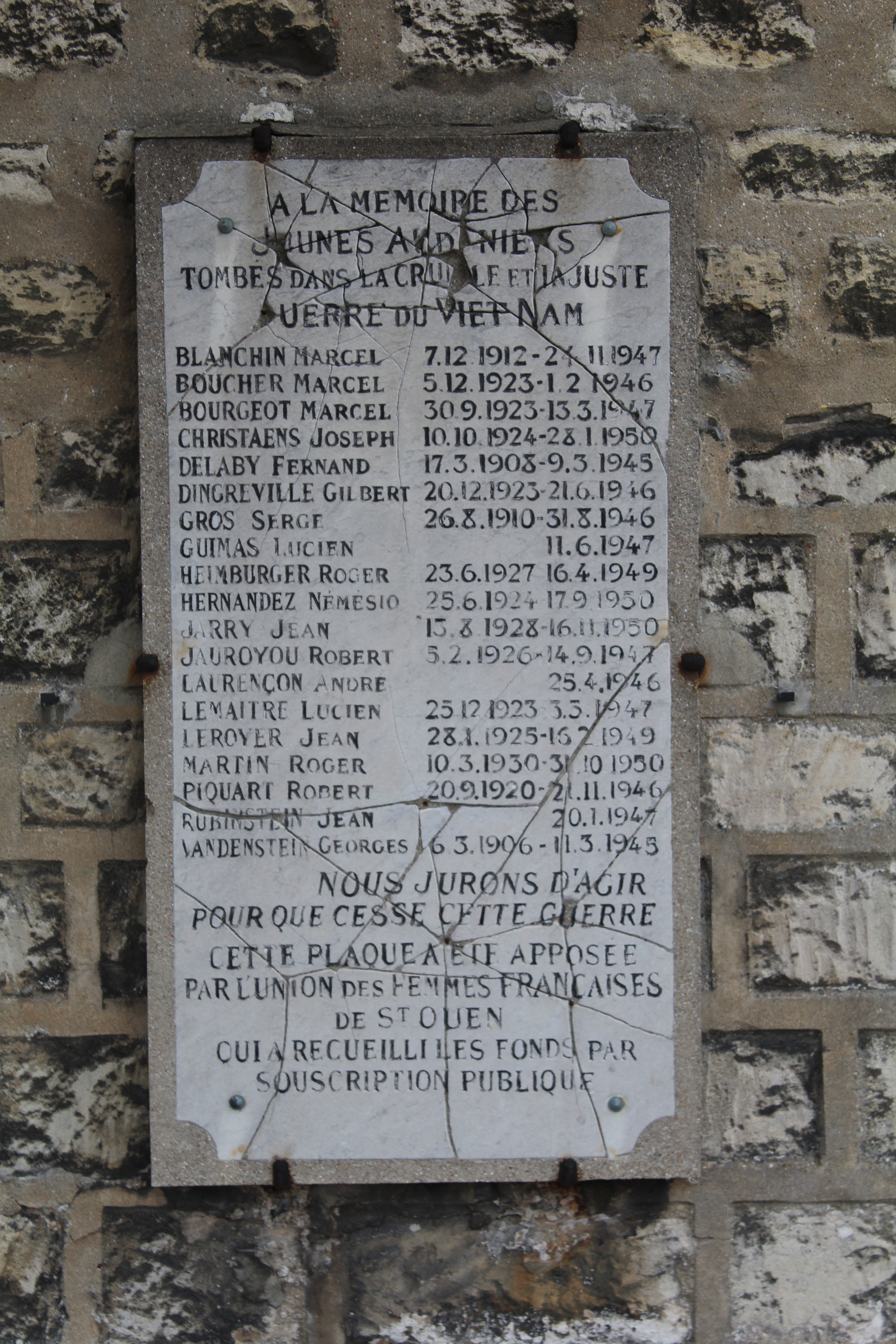
À la mémoire des jeunes Audoniens tombés dans la cruelle et injuste guerre du Viet-Nam.

À la suite du décret impérial sur les sépultures de 1804, les cimetières doivent être installés en dehors des villes. Dès 1806, le maire de Saint-Ouen souhaite mettre ce décret en application en déplaçant le cimetière paroissial de l'église Saint-Ouen-le-Vieux. Cette décision est toutefois rejetée dans un premier temps, pour être finalement acceptée le 31 décembre 1808, et acquiert à cet effet un terrain de 8 ares 54 centiares, au lieudit Maison Blanche, où se trouve l'actuelle place de la République.
Une épidémie de choléra en 1832 précipite cette décision. La municipalité acquiert en 1847 un terrain de 3 410 m2 près du boulevard de la Révolte (actuel boulevard Jean-Jaurès), en remplacement de l’ancien cimetière de l'église Saint-Ouen-le-Vieux qui fermera en 1849.
Le premier enterrement y aura lieu le 18 septembre 1850. Plusieurs agrandissements ont lieu entre 1868 et 1959.
Le carré militaire regroupe plus de 300 sépultures des militaires morts pour la France.
Le cimetière comporte un columbarium, un jardin du souvenir et un carré musulman.

## Personnalités inhumées au cimetière municipal de Saint-Ouen
- Zoé Talon (1785-1852), comtesse du Cayla, maitresse de Louis XVIII
- Marie-Joseph Farcot (1798-1875), inventeur et industriel parisien
- Alexandre Bachelet (1866-1945), maire socialiste de Saint-Ouen de 1927 à 1929
- Adolphe Bérard (1870-1946), chanteur français
- Augusto Baldi (1884-1957), accordéoniste, auteur compositeur
- Roger Pierre (1923-2010), humoriste et comédien français
- Jean Droze (1925-1995), acteur français